# Verena Hantl
Verena Hantl (Karlsruhe, 27 de junio de 1989) es una deportista alemana que compite en piragüismo en la modalidad de aguas tranquilas.
Ha ganado tres medallas en el Campeonato Mundial de Piragüismo, en los años 2013 y 2015, y una medalla de plata en el Campeonato Europeo de Piragüismo de 2013. En los Juegos Europeos de Bakú 2015 consiguió una medalla de plata en la prueba de K4 500 m. 

## Palmarés internacional
| Campeonato Mundial | Campeonato Mundial          | Campeonato Mundial | Campeonato Mundial |
| Año                | Lugar                       | Medalla            | Competición        |
| ------------------ | --------------------------- | ------------------ | ------------------ |
| 2013               | Duisburgo (Alemania)        | Medalla de plata   | K1 1000 m          |
| 2013               | Duisburgo (Alemania)        | Medalla de plata   | K4 500 m           |
| 2015               | Milán (Italia)              | Medalla de bronce  | K4 500 m           |
| Juegos Europeos    |                             |                    |                    |
| Año                | Lugar                       | Medalla            | Competición        |
| 2015               | Bakú (Azerbaiyán)           | Medalla de plata   | K4 500 m           |
| Campeonato Europeo |                             |                    |                    |
| Año                | Lugar                       | Medalla            | Competición        |
| 2013               | Montemor-o-Velho (Portugal) | Medalla de plata   | K4 500 m           |